# UCI ProTour 2010
L'edició del 2010 de l'UCI ProTour va ser la sisena i última edició d'aquesta competició introduïda per la Unió Ciclista Internacional per substituir l'antiga Copa del Món UCI. Estava formada de setse curses ciclistes en les quals havien de participar obligatòriament els divuit equips que formaven part del ProTour. Van debutar dues curses més fora del continent europeu, el Gran Premi Ciclista de Quebec i el Gran Premi Ciclista de Mont-real.
Com l'any anterior, l'UCI ProTour 2009, formava part del Calendari mundial UCI 2010. Les curses ProTour quedaven simplement com un calendari de les curses associades a l'UCI. La classificació individual, per equips i per països es disputava dins del Calendari Mundial UCI.

## Equips participants (18)
| - Bèlgica Omega Pharma-Lotto Quick Step - Dinamarca Team Saxo Bank - França Française des Jeux AG2R La Mondiale | - Alemanya Team Milram - Regne Unit Sky Professional Cycling Team - Itàlia Liquigas-Doimo Lampre-Farnese Vini | - Kazakhstan Astana Team - Països Baixos Rabobank - Rússia Team Katusha | - Espanya Caisse d'Epargne Euskaltel-Euskadi Footon-Servetto - Estats Units Team Columbia-HTC Team RadioShack Garmin-Transitions |

## Curses ProTour 2010[1]
| Data                 | Cursa                            | Vencedor                                  | Líder Calendari mundial UCI 2010        |
| -------------------- | -------------------------------- | ----------------------------------------- | --------------------------------------- |
| 19-25 de gener       | Tour Down Under                  | André Greipel · (HTC-Columbia)            | André Greipel · (HTC-Columbia)          |
| 22-25 de març        | Volta a Catalunya                | Joaquim Rodríguez · (Team Katusha)        | Luis León Sánchez · (Caisse d'Épargne)  |
| 28 de març           | Gant-Wevelgem                    | Bernhard Eisel · (HTC-Columbia)           | Luis León Sánchez · (Caisse d'Épargne)  |
| 4 d'abril            | Tour de Flandes                  | Fabian Cancellara · (Team Saxo Bank)      | Luis León Sánchez · (Caisse d'Épargne)  |
| 5-10 d'abril         | Volta al País Basc               | Christopher Horner · (RadioShack)         | Luis León Sánchez · (Caisse d'Épargne)  |
| 18 d'abril           | Amstel Gold Race                 | Philippe Gilbert · (Omega Pharma-Lotto)   | Luis León Sánchez · (Caisse d'Épargne)  |
| 27 d'abril-2 de maig | Tour de Romandia                 | Simon Spilak · (Quick Step)               | Philippe Gilbert · (Omega Pharma-Lotto) |
| 6-13 de juny         | Critèrium del Dauphiné Libéré    | Janez Brajkovič · (RadioShack)            | Cadel Evans · (BMC Racing)              |
| 12-20 de juny        | Volta a Suïssa                   | Fränk Schleck · (Team Saxo Bank)          | Cadel Evans · (BMC Racing)              |
| 31 de juliol         | Clàssica de Sant Sebastià        | Luis León Sánchez · (Caisse d'Épargne)    | Alberto Contador · (Team Astana)        |
| 1-7 d'agost          | Volta a Polònia                  | Daniel Martin · (Garmin-Transitions)      | Alberto Contador · (Team Astana)        |
| 15 d'agost           | Vattenfall Cyclassics            | Tyler Farrar · (Garmin-Transitions)       | Alberto Contador · (Team Astana)        |
| 22 d'agost           | GP Ouest France-Plouay           | Matthew Goss · (HTC-Columbia)             | Alberto Contador · (Team Astana)        |
| 18-24 d'agost        | Eneco Tour                       | Tony Martin · (HTC-Columbia)              | Alberto Contador · (Team Astana)        |
| 10 de setembre       | Gran Premi Ciclista de Quebec    | Thomas Voeckler · (Bbox Bouygues Telecom) | Alberto Contador · (Team Astana)        |
| 12 de setembre       | Gran Premi Ciclista de Mont-real | Robert Gesink · (Rabobank)                | Alberto Contador · (Team Astana)        |